# Маргарит Димзов
Маргарит Георгиев Димзов или Димза (на гръцки: Μαργαρίτης Δήμιτσας, Маргаритис Димицас) е виден гръцки историк и филолог.

## Биография
Димзов е роден в 1829 година в Охрид в българско, а според някои гръцки източници във влашко семейство на преселници от Москополе. В мемоарите си Анастасиос Пихеон отбелязва, че е първи братовчед на д-р Константин Робев.
Учи в гръцко училище в Охрид при Димитър Миладинов, после в Янина. Установява се в Атина, където завършва университета. През 1859-1861 година специализира антична гръцка история, класическа филология, философия и археология в университета в Берлин. Преподава в география в Атина, Охрид, Битоля. В своето училище в Битоля в 1851 г. основава първия гимназиален клас.
От 1865 до 1869 година живее в Солун, където е директор на гръцкото класно училище, което по негово време прераства в гимназия и става основен гръцки образователен център в Македония.
 Поддържа преписка с д-р Константантин Робев, близък е и с други представители на рода Робеви.
Активен деец на гръцката пропаганда в Македония, Димзов се бори за възобновяване на автокефалната Охридска архиепископия, чието закриване смята за незаконно. Кузман Шапкарев пише:
| „ | Маргарит Димзов, или Димица, е, който на 1857 г. за пръв път съчини и издаде една книжка за възстановяванието на Охридската независима архиепископия. Чудно съвпадане! Маргарит Димзов, най-върлий гъркоманин – и Охридска независима архиепископия, припознавана от историята за българска. Но при всичко, че целта му е била това възобновление да стане по гръцки колорит, в полза и усилвание на гърцизма по тия страни, пак гърците при появяванието на българо-гръцкий църковен въпрос него заподозряха и обвиняваха за косвен подстрекател на тая идея и на подиганието на тоя въпрос. | “ |

Пише нападки срещу учителя си Димитър Миладинов. Шапкарев нарича Димзов:
| „ | най-върлия съперник на пок. Д. Миладинов по народното ни дело | “ |

Димитър Миладинов пише за него:
| „ | каква глупост и нахалство българин да се представя за грък! | “ |

## Творчество
Димзов пише исторически и археологически трудове за Македония – „География на Македония“ (1870), „Кратка история на Македония от Античността до османската власт“ (1879), „Древните македонци“ (1892). Регистрира достъпните дотогава каменни надписи на територията на Македония. Главна цел на научните му трудове е да докаже правотата на гръцките исторически и национални претенции в Македония.
Въпреки приноса му за гръцкото образование и историография, се смята, че не се ползва с голяма популярност сред гръцките политически и интелектуални елити на своето време.

### Съчинения
- „Τα περί της αυτοκεφάλου Αρχιεπισκοπής της Πρώτης Ιουστινιανής Αχρί δος και Βουλγαρίας“, 1859 (За ав-токефалността на архиепископията на Прима Юстиниана, Охрид и България)
- „Αρχαία Γεωγραφία της Μακεδονίας“. Μέρος Πρώτον, Αθήνα, 1870 (Древна география на Македония. Първа част.)
- Αρχαία γεωγραφία της Μακεδονίας συνταχθείσα κατά τας αρχαίας πηγάς και τα νεώτερα βοηθήματα, 1874 (Древна география на Македония, съставена по древни източници и съвременни помагала)
- Κριτικαί έρευναι περί της καταγωγής και εθνικότητος Γεωργίου Καστριώτου του Σκενδέρμπεη, 1877 (Критично проучване за произхода и националността на Георги Кастриоти Скендербег)
- „Ιστορία της Μακεδονίας“, 1879 (История на Македония)
- Ο ισθμός της Κορίνθου και κριτική εθνολογική διατριβή περί των εν Ελλάδι Αλβανών και Σλαύων, 1883 (Коринтският провлак и критична етнология за албанците и славяните в Гърция)
- Ιστορία της Αλεξανδρείας : ήτοι περιγραφή γεωγραφική, ιστορική, φιλολογική, πολιτική, εκκλησιαστική και αρχαιολογική, από της κτίσεως της πόλεως μέχρι της υπό των Αράβων κατακτήσεως αυτής, 1885 (История на Александрия: тоест географско, историческо, литературно, политическо, църковно и археологическо описание, от основаването на града до завладяването му от арабите.)
- „Ο πολιτισμός της αρχαίας Ελλάδος και του εκτός αυτής διεσπαρμένου ελληνικού έθνους και η ευεργετική επίδρασις επί των μετασχόντων αρχαίων και νεωτέρων εθνών εις δύο μέρη“, 1902 (Културата на Древна Гърция и разпръснатия гръцки народ и нейното благотворно въздействие върху преходните древни и съвременни нации. В две части)